# Sirivannavari Nariratana

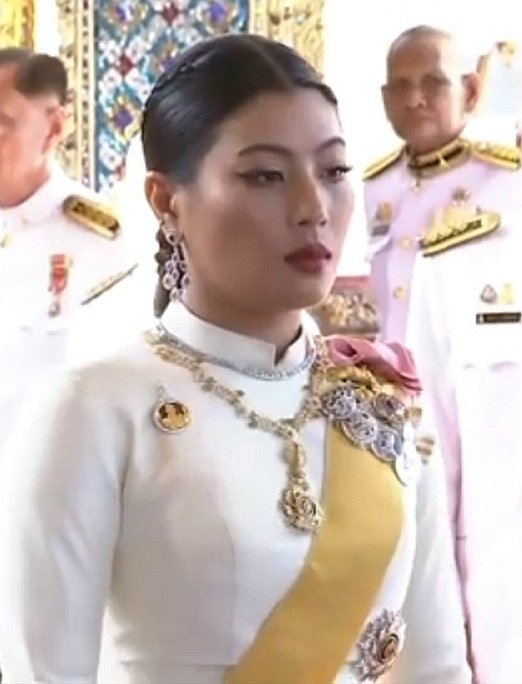
Prinzessin Sirivannavari Nariratana (2019)

Prinzessin Sirivannavari Nariratana (thailändisch สมเด็จพระเจ้าลูกเธอ เจ้าฟ้าสิริวัณณวรี นารีรัตนราชกัญญา, RTGS Somdet Phra Chao Luk Thoe Chao Fa Siriwanwari Narirat Ratchakanya; * 8. Januar 1987 in Bangkok als Mom Chao Busyanambejra Mahidol) ist ein Mitglied der thailändischen Königsfamilie, Modedesignerin und Sportlerin.

## Leben
Sirivannavari Nariratana wurde 1987 als Tochter des Kronprinzen Maha Vajiralongkorn (seit 2016 König Rama X.) und dessen damaliger Geliebten, der Schauspielerin Yuvadhida Polpraserth, geboren. Als nicht ehelich geborene Tochter des Kronprinzen trug sie zunächst den niedrigsten Prinzessinnentitel Mom Chao und den Namen Busyanambejra Mahidol. Sie hat vier ältere Brüder und zwei Halbgeschwister; es sind Kinder aus den anderen Ehen ihres Vaters. Als sie sieben Jahre alt war, heirateten ihre Eltern, ließen sich jedoch nach zwei Jahren wieder scheiden. Anschließend ging ihre Mutter mit ihr und ihren Brüdern nach England, ihr Vater holte sie jedoch 1996 als einziges der Geschwister nach Thailand zurück. Anschließend wurde ihr Name in Mom Chao Chakkrityapha Mahidol geändert. Später verlieh ihr ihre Großmutter Königin Sirikit den Namen Sirivannavari und ihr Großvater König Bhumibol Adulyadej erhob sie 2005 in den zweithöchsten Prinzessinnenrang Phra-ong Chao.
Sie studierte Mode und Textilgestaltung an der Chulalongkorn-Universität in Bangkok. Im Herbst 2007 präsentierte sie ihre erste Modenschau in Paris. Im Jahr darauf wählte sie das Forbes Magazine in die Top 20 der „Hottest Young Royals“.
Infolge der Krönung ihres Vaters im Mai 2019 bekam sie den höchsten Prinzessinnenrang Chao Fa („himmlische Prinzessin“) verliehen.

## Sportliche Karriere
Sirivannavari Nariratana widmete sich auf sportlichem Gebiet dem Badminton. Als größten Erfolg konnte sie 2007 den Gewinn der Bronzemedaille mit dem thailändischen Team bei den Südostasienspielen verzeichnen. Im Mixed schied sie dagegen bei derselben Veranstaltung in der ersten Runde aus. Auch bei den Thailand Open 2006 war in Runde eins Endstation.
Bereits seit ihrem sechsten Lebensjahr interessierte sich Sirivannavari Nariratana für das Reiten, begann aber erst 2011 mit dem Training für das Dressurreiten. Bereits 2013 nahm sie an den Südostasienspielen in Naypyidaw teil (5. Platz mit der Mannschaft, 9. Platz im Einzel). Ein Jahr später bei den Asienspielen in Incheon kam die thailändische Equipe mit ihr auf Rang sieben, im Einzel kam sie nur auf den vorletzten Platz. Bei den Südostasienspielen 2017 gewann sie mit der Mannschaft die Silbermedaille, in der Einzelwertung wurde es Platz 14.
Sie nimmt an Prüfungen bis hin zur Intermediaire I teil. Alle internationalen Prüfungen von 2014 an bis 2019 bestritt Sirivannavari Nariratana mit dem Hannoveraner Prince Charming WPA (* 2000).